# Pedosfera

Pedosfera

La pedosfera (del Griego πέδον [pédon] suelo o tierra + σφαίρα [sfaíra] esfera) se refiere al conjunto de suelos de la Tierra. Es una capa discontinua que depende de los procesos de formación y destrucción del suelo. Existe en la interfase entre la litosfera, la atmósfera, la hidrosfera y la biosfera.
La pedosfera se encuentra debajo de la cubierta vegetal de la biosfera y sobre la hidrosfera y la litosfera. El proceso de formación del suelo (pedogénesis) puede comenzar sin la ayuda de la biología, pero se acelera significativamente en presencia de reacciones biológicas. La formación del suelo comienza con la descomposición química y/o física de los minerales para formar el material inicial que se superpone al sustrato del lecho de roca. La biología lo acelera al secretar compuestos ácidos (ácidos predominantemente fúlvicos) que ayudan a romper la roca. Los pioneros biológicos particulares son los líquenes, los musgos y las plantas portadoras de semillas, pero se producen muchas otras reacciones inorgánicas que diversifican la composición química de la capa inicial del suelo. Una vez que los productos de meteorización y descomposición se acumulan, un cuerpo coherente del suelo permite la migración de fluidos tanto vertical como lateralmente a través del perfil del suelo, lo que causa el intercambio iónico entre las fases sólida, líquida y gaseosa. A medida que pasa el tiempo, la geoquímica de la capa de suelo se desviará de la composición inicial del lecho de roca y evolucionará a una química que refleja el tipo de reacciones que tienen lugar allí.

## Meteorización y disolución de minerales
El proceso de formación del suelo está dominado por la meteorización química de los minerales de silicato, ayudada por productos ácidos de plantas pioneras y organismos, así como por aportes de ácido carbónico procedentes de la atmósfera. El ácido carbónico se produce en la atmósfera y en las capas del suelo a través de la reacción de carbonatación.
{\displaystyle {\ce {H2O + CO2 <=> H+ + HCO3- H2CO3}}}
Es la forma dominante de meteorización química y contribuye a la descomposición  de  minerales carbonatados como la calcita y la dolomita y de  minerales silicatados como el feldespato. La descomposición del Na-feldespato, albita, por el ácido carbónico para formar caolinita arcilla es la siguiente:
{\displaystyle {\ce {2 NaAlSi3O8 + 2 H2CO3 + 9 H2O <=> 2 Na+ + 2 HCO3- + 4 H4SiO4 + Al2Si2O5(OH)4}}}
La evidencia de esta reacción en el campo sería niveles elevados de bicarbonato (HCO−
3), iones de sodio y sílice en el agua de escorrentía.
La descomposición de los minerales carbonatados:
{\displaystyle {\ce {CaCO3 + H2CO3 <=> Ca^2+ + 2 HCO3-}}}
{\displaystyle {\ce {CaCO3 <=> Ca^2+ + CO3^2-}}}
La disolución posterior de ácido carbónico (H2CO3) y bicarbonato (HCO−
3) produce gas CO2. La oxidación también contribuye en gran medida a la descomposición de muchos minerales de silicato y a la formación de minerales secundarios (diagénesis) en el perfil temprano del suelo. La oxidación del olivino (FeMgSiO4) libera iones de Fe, Mg y Si. El Mg es soluble en agua y se transporta en la escorrentía, pero el Fe suele reaccionar con el oxígeno para precipitar Fe2O3 (hematites), el estado oxidado del óxido de hierro. El azufre, un subproducto de la materia orgánica en descomposición, también reacciona con el hierro para formar pirita (FeS2) en ambientes reductores. La disolución de la pirita conduce a altos niveles de pH debido a la elevación de los iones H+ y a una mayor precipitación de Fe2O3 cambiando en última instancia las condiciones redox del medio ambiente.

## Biosfera
Los aportes de la biosfera pueden comenzar con líquenes y otros microorganismos que segregan ácido oxálico. Estos microorganismos, asociados con la comunidad de líquenes o que habitan de forma independiente en las rocas, incluyen una serie de algas verdeazuladas, algas verdes, varios hongos y numerosas bacterias. Los  líquenes han sido considerados durante mucho tiempo como los pioneros del desarrollo del suelo como sugiere la siguiente declaración de Isozaki de 1997:

La conversión inicial de la roca en suelo la llevan a cabo los líquenes pioneros y sus sucesores, los musgos, en los que los rizoides similares a pelos asumen el papel de raíces al descomponer la superficie en polvo fino.<

Sin embargo, los líquenes no son necesariamente los únicos organismos pioneros ni la forma más temprana de formación del suelo, ya que se ha documentado que las plantas con semillas pueden ocupar una zona y colonizarla más rápidamente que los líquenes. Además, la sedimentación eólica (generada por el viento) puede producir altas tasas de acumulación de sedimentos. No obstante, los líquenes pueden soportar condiciones más duras que la mayoría de las plantas vasculares y, aunque tienen tasas de colonización más lentas, constituyen el grupo dominante en regiones alpinas.
Los ácidos orgánicos liberados por las raíces de las plantas incluyen ácido acético y ácido cítrico. Durante la descomposición de la materia orgánica, la materia vegetal libera ácido fenólico y los microbios del suelo liberan ácido húmico y ácido fúlvico. Estos ácidos orgánicos aceleran la meteorización química al combinarse con algunos de los productos de la meteorización en un proceso conocido como quelación. En el perfil del suelo, estos ácidos orgánicos suelen concentrarse en la parte superior del perfil, mientras que el ácido carbónico desempeña un papel más importante hacia la parte inferior del perfil o por debajo en el acuífero.
A medida que la columna de suelo se desarrolla en acumulaciones más gruesas, animales más grandes llegan a habitar el suelo y continúan alterando la evolución química de su respectivo nicho. Las lombrices de tierra airean el suelo y convierten grandes cantidades de materia orgánica en rico humus, mejorando la fertilidad del suelo. Los pequeños mamíferos excavadores almacenan alimentos, crían y pueden hibernar en la pedosfera, alterando el curso de la evolución del suelo. Los grandes mamíferos herbívoros transportan nutrientes en forma de residuos ricos en nitrógeno y astas ricas en fósforo, mientras que los depredadores dejan montones de huesos ricos en fósforo en la superficie del suelo, lo que provoca un enriquecimiento localizado del suelo.

## Condiciones redox en suelos de humedales
El  ciclo de los nutrientes en lagos y humedales de agua dulce depende en gran medida de las condiciones redox. Bajo unos pocos milímetros de agua, las bacterias  heterótrofas metabolizan y consumen oxígeno. Por lo tanto, agotan el oxígeno del suelo y crean la necesidad de respiración anaeróbica. Algunos procesos microbianos anaeróbicos incluyen la desnitrificación, la reducción de sulfatos y la metanogénesis y son responsables de la liberación de N2 (nitrógeno), H2S (sulfuro de hidrógeno) y CH4 (metano).  Otros procesos microbianos anaeróbico están relacionados con cambios en el estado de oxidación del hierro y el manganeso.  Como resultado de la descomposición anaeróbica, el suelo almacena grandes cantidades de carbono orgánico porque la esponja de carbono del suelo permanece intacta.
El potencial redox describe en qué sentido se producirán las reacciones químicas en suelos deficientes en oxígeno y controla el ciclo de nutrientes en sistemas inundados. El potencial redox, o potencial de reducción, se utiliza para expresar la probabilidad de que un medio reciba electrones y, por tanto, se reduzca. Por ejemplo, si un sistema ya tiene muchos electrones (esquisto anóxico, rico en materia orgánica) se reduce.  En un sistema, probablemente donará electrones a una parte que tiene una baja concentración de electrones, o un ambiente oxidado, para equilibrarse con el gradiente químico. Un entorno oxidado tiene un potencial redox alto, mientras que un entorno reducido tiene un potencial redox bajo.
El potencial redox está controlado por el estado de oxidación de las especies químicas, el pH y la cantidad de oxígeno (O2) que hay en el sistema. El medio oxidante acepta electrones debido a la presencia de O2, que actúa como aceptor de electrones:

## Litosfera
Las condiciones primarias para el desarrollo del suelo están controladas por la composición química de la roca sobre la que eventualmente se formará el suelo. Los tipos de rocas que forman la base del perfil del suelo son a menudo sedimentarias (carbonato o silíceo), ígneas o metaigneas (rocas ígneas metamorfoseadas) o rocas volcánicas y metavolcánicas. El tipo de roca y los procesos que conducen a su exposición en la superficie están controlados por el entorno geológico regional del área específica en estudio, que gira en torno a la teoría subyacente de la tectónica de placas, la posterior deformación, levantamiento, hundimiento y deposición.
Las rocas metaigneas y metavolcánicas forman el componente más grande de cratones y tienen un alto contenido de sílice. Las rocas ígneas y volcánicas también tienen un alto contenido de sílice, pero con rocas no metamorfoseadas, la meteorización se vuelve más rápida y la movilización de iones está más extendida. Las rocas con alto contenido de sílice producen ácido silícico como producto de intemperismo. Hay pocos tipos de rocas que conduzcan a un enriquecimiento localizado de algunos de los elementos biológicamente limitantes como el fósforo (P) y el nitrógeno (N). La lutita fosfatada (<15% P2 O5 ) y la fosforita (> 15% P2 O5 ) se forman en cuencas anóxicas de aguas profundas que preservan la materia orgánica. [4] La piedra verde ( metabasalto), la filita y el esquisto liberan hasta un 30–50% de la reserva de nitrógeno. [5] Las sucesiones gruesas de rocas carbonatadas a menudo se depositan en los márgenes de los cratones durante el aumento del nivel del mar. La disolución generalizada de carbonatos y minerales evaporados conduce a niveles elevados de Mg2+ , HCO-3, Sr2+, Na+, Cl-y SO2−4 iones en solución acuosa.

## Atmósfera
En la pedosfera es seguro asumir que los gases están en equilibrio con la atmósfera. Porque las raíces de las plantas y los microbios del suelo liberan CO2 al suelo, la concentración de bicarbonato (HCO−
3) en las aguas del suelo es mucho mayor que en equilibrio con la atmósfera, la alta concentración de CO2 y la presencia de metales en las soluciones del suelo da como resultado niveles de pH más bajos en el suelo. Los gases que escapan de la pedosfera a la atmósfera incluyen los subproductos gaseosos de la disolución del carbonato, la descomposición, las reacciones redox y la fotosíntesis microbiana. Las entradas principales de la atmósfera son sedimentación de procesos eólicos, lluvia y difusión de gas. La sedimentación eólica incluye cualquier cosa que pueda ser arrastrada por el viento o que permanezca suspendida, aparentemente indefinidamente, en el aire e incluye una amplia variedad de partículas de aerosol, partículas biológicas como polen y polvo hasta arena de cuarzo puro. El nitrógeno es el componente más abundante en la lluvia (después del agua), ya que el vapor de agua utiliza partículas de aerosol para nuclear las gotas de lluvia.

## Suelo en bosques
El suelo está bien desarrollado en el bosque como lo sugieren las gruesas capas de humus, la rica diversidad de árboles grandes y animales que viven allí. En los bosques, la precipitación excede la evapotranspiración, lo que resulta en un exceso de agua que se filtra hacia abajo a través de las capas del suelo. Las velocidades lentas de descomposición conducen a grandes cantidades de ácido fúlvico, lo que mejora en gran medida la meteorización química. La percolación hacia abajo, junto con la meteorización química, filtra magnesio (Mg), hierro (Fe) y aluminio (Al) del suelo y los transporta hacia abajo, un proceso conocido comopodzolización. Este proceso conduce a marcados contrastes en la apariencia y la química de las capas del suelo.

## Suelo en los trópicos
Los bosques tropicales ( selvas tropicales ) reciben más insolación y lluvia durante temporadas de crecimiento más largas que cualquier otro medio ambiente en la tierra. Con estas temperaturas elevadas, la insolación y la lluvia, la biomasa es extremadamente productiva, lo que lleva a la producción de hasta 800 gramos de carbono por metro cuadrado por año.[3] Las temperaturas más altas y las cantidades más grandes de agua contribuyen a tasas más altas de meteorización química. El aumento de las tasas de descomposición provoca la filtración de cantidades más pequeñas de ácido fúlvico y la lixiviación de metales de la zona de meteorización activa. Por lo tanto, en marcado contraste con el suelo en los bosques, los bosques tropicales tienen poca o ninguna podzolización y, por lo tanto, no tienen marcados contrastes visuales y químicos con las capas del suelo. En cambio, los metales móviles Mg, Fe y Al se precipitan como minerales de óxido dando al suelo un color rojo oxidado.

## Suelo en praderas y desiertos
La precipitación en los pastizales es igual o menor que la evapotranspiración y hace que el desarrollo del suelo opere en condiciones de sequía relativa. Por tanto, se reduce la lixiviación y migración de los productos de la intemperie. Grandes cantidades de evaporación provocan la acumulación de calcio (Ca) y otros cationes grandes floculan los minerales arcillosos y los ácidos fúlvicos en el perfil superior del suelo. La arcilla impermeable limita la percolación descendente de agua y ácidos fúlvicos, reduciendo la meteorización química y la podzolización. La profundidad hasta la concentración máxima de arcilla aumenta en áreas de mayor precipitación y lixiviación. Cuando disminuye la lixiviación, el calcio se precipita como calcita (CaCO3 ) en los niveles más bajos del suelo, una capa conocida como caliche.
Los desiertos se comportan de manera similar a los pastizales, pero operan en condiciones de sequía constante ya que la precipitación es menor que la evapotranspiración. La meteorización química avanza más lentamente que en los pastizales y debajo de la capa de caliche puede haber una capa de yeso y halita. Para estudiar los suelos en los desiertos, los pedólogos han utilizado el concepto de cronosecuencias para relacionar el tiempo y el desarrollo de las capas del suelo. Se ha demostrado que el P se lixivia muy rápidamente del sistema y, por lo tanto, disminuye con la edad. Además, la acumulación de carbono en los suelos disminuye debido a tasas de descomposición más lentas. Como resultado, se reducen las tasas de circulación del carbono en el ciclo biogeoquímico.